# تدريب الامتثال
يشير مصطلح تدريب الامتثال إلي عملية تعلم الموظفين القوانين، واللوائح وسياسات الشركة التي يجري تطبيقها على مسؤولياتهم اليومية تجاه أعمالهم. تأمل الشركة التي تشترك في تدريب الامتثال بتميز في تحقيق أهداف متعددة كما يلي: (1) تجنب وكشف تجاوزات الموظفين التي من الممكن أن تؤدي إلي مسؤولية قانونية تتحملها الشركة؛ (2) خلق بيئة تتميز بالكرم في المعاملة والاحترام في مكان العمل؛ و(3) وضع أسس للحماية الجزئية أو الكلية في حال وقوع تجاوز من الموظف على الرغم من الجهود المبذولة في التدريب.
تقدم المنظمة لموظفيها تدريب الامتثال في نطاق وسع من الموضوعات، يشمل التمييز في مكان العمل والتحرش، والتعاملات مع المنافسين، والتجارة غير المشروعة، وحماية الأسرار التجارية، وإدارة محضر الجلسات، والارتشاء والرشاوى، إلخ. وعادةً يتناول قانون السلوك للمنظمة معظم هذه الموضوعات أو جميعها، وقد تقدم المنظمة للموظفين تدريب سنوي أو كل عامين على قانون السلوك عوضًا عن مطالبة الموظفين بالخضوع إلي برامج متعددة للتدريب الفردي